# Sergio Bambaren
Sergio Bambaren Roggero (* 1. Dezember 1960 in Lima, Peru) ist ein international anerkannter Schriftsteller, Redner und Philanthrop. Seine poetischen Werke, welche die Schönheit der Natur, die Weisheit des Ozeans und die Suche nach persönlichem Glück thematisieren, haben Millionen Menschen weltweit inspiriert. Besonders bekannt ist er als Autor des Weltbestsellers Der träumende Delphin, der in über 40 Sprachen übersetzt wurde und Leserinnen und Leser dazu ermutigt, ihrem Herzen zu folgen und die Verbundenheit zur Natur wiederzuentdecken.

## Leben und Wirken
Sergio Bambaren wurde in Lima (Peru) geboren, wo er seine Liebe zum Meer entdeckte. Er studierte Chemieingenieurwesen an der Texas A&M University in den USA. Nach seinem Abschluss arbeitete er als CEO in einem multinationalen Konzern in Australien.
Während eines Sabbatical-Jahres reiste er an die Küste Portugals, wo er seine Verbindung zum Ozean und zu seiner wahren Berufung entdeckte. An einem Strand, eingerahmt von Pinienwäldern, fand Sergio Bambaren einen besonderen Freund und erkannte, welchen Weg im Leben er zu gehen haben würde: Ein einsamer Delphin inspirierte ihn dazu, sein erstes Buch, Der träumende Delphin. Eine magische Reise zu dir selbst, zu schreiben. Der unerwartete Erfolg des Buches, das zunächst im Eigenverlag erschien, machte ihn über Nacht zum Bestsellerautor und ließ ihn einen neuen Lebensweg einschlagen. Seither hat Bambaren über 25 Bücher geschrieben, die in zahlreichen Ländern und Sprachen veröffentlicht wurden. Seine Bücher sind Bestseller. Mit seiner Sprache schafft er Geschichten, die Botschaften über Liebe, Vergebung, Mut und die Verbindung zwischen Mensch und Natur transportieren. Neben seinem Hauptwohnsitz in Lima, Peru, lebt Sergio Bambaren aktuell auf den Kanarischen Inseln.

### Film
Der Delfin – Die Geschichte eines Träumers ist ein CGI-Animationsfilm aus dem Jahr 2009, der auf dem gleichnamigen Buch basiert. Der Film wurde von dem peruanischen Produktionsstudio „Dolphin Films“ produziert und in Zusammenarbeit mit deutschen und italienischen Studios realisiert. Regie führte Eduardo Schuldt, ein Filmemacher, der sich auf Animation spezialisiert hat. Der Film erzählt die Geschichte von „Daniel Alexander Dolphin“, einem jungen Delfin, der das sichere Riff seiner Heimat verlässt, um seine Träume zu verfolgen. Auf seiner Reise begegnet er Herausforderungen, die ihn lehren, Ängste zu überwinden, an sich selbst zu glauben und den wahren Wert von Freiheit und Freundschaft zu entdecken. Die Botschaft des Films dreht sich um Mut, Selbstverwirklichung und die Bedeutung, seiner inneren Stimme zu folgen. Die Produktion von The Dolphin: Story of a Dreamer (original)  war einer der ersten Animationsfilme des Landes, der internationale Aufmerksamkeit erregte. Der Film wurde mit modernster CGI-Technologie erstellt. Hervorgehoben wurde die farbenreiche Unterwasserwelt. Der Film feierte seine Premiere im Jahr 2009 und wurde in über 40 Ländern vertrieben, darunter auch in den USA, Deutschland, Spanien und Japan. Er erhielt positive Kritiken für seine visuelle Gestaltung und seine inspirierende Botschaft, die sowohl Kinder als auch Erwachsene ansprach. The Dolphin: Story of a Dreamer wurde für mehrere internationale Filmpreise nominiert, darunter eine Nominierung für die Academy Awards (Oscars) in der Kategorie Best Animated Feature. Der Film verstärkte die globale Bekanntheit von Sergio Bambarens Werk und wurde zu einer Hommage an die Themen, die er in seinen Büchern behandelt: persönliche Entwicklung, die Kraft der Träume und die Bedeutung des Schutzes der Meere.

### Philanthropische Arbeit
Bambaren ist ein Verfechter des Umweltschutzes, insbesondere des Schutzes der Ozeane. Als Botschafter von Organisationen wie Delfine therapieren Menschen (vormals Dolphin Aid) und Delphis engagiert er sich weltweit für Projekte zur Reduzierung von Plastikverschmutzung und den Schutz von Meerestieren. Er unterstützt Initiativen, die sowohl die Umwelt bewahren als auch benachteiligte Gemeinschaften fördern.

### Redner und Motivator
Neben seiner Tätigkeit als Schriftsteller ist Sergio Bambaren ein gefragter Redner auf internationalen Bühnen. Mit seinen Vorträgen will er Menschen dazu inspirieren, ihrem inneren Kompass zu vertrauen, Krisen zu überwinden und ein Leben in Einklang mit den eigenen Werten und der Natur zu führen.

## Werke
- Der träumende Delphin. 1999, ISBN 3-492-22941-7.
- Ein Strand für meine Träume. 2001, ISBN 3-492-23229-9.
- Das weiße Segel. 2001, ISBN 3-8225-0548-X.
- Der Traum des Leuchtturmwärters. 2002, ISBN 3-492-23643-X.
- Samantha. 2002, ISBN 3-492-23611-1.
- Stella. 2003, ISBN 3-492-24003-8.
- Die Zeit der Sternschnuppen. 2004, ISBN 3-492-04638-X.
- Die Botschaft des Meeres. 2004, ISBN 3-492-24284-7.
- Der kleine Seestern. 2005, ISBN 3-492-04739-4.
- Die Blaue Grotte. 2007, ISBN 978-3-492-05116-3.
- Ein Ort für unsere Träume. 2008, ISBN 978-3-492-26275-0.
- Die Rose von Jericho. 2008, ISBN 978-3-492-25195-2.
- Die Bucht am Ende der Welt. 2008, ISBN 978-3-492-26286-6.
- Höre nie auf zu träumen. 2009, ISBN 978-3-7607-3684-6.
- Die Heimkehr des träumenden Delphins. 2010, ISBN 978-3-492-05272-6.
- Lieber Daniel Briefe an meinen Sohn. 2010, ISBN 978-3-86612-289-5.
- Folge deinem Herzen. 2011, ISBN 978-3-7607-7979-9.
- Alles hat seine Zeit. 2011, ISBN 978-3-7607-7978-2.
- Die beste Zeit ist jetzt. 2012, ISBN 978-3-86612-322-9.
- Das Leben ist eine Reise. 2013, ISBN 978-3-7607-9039-8.
- Finde deinen eigenen Weg. 2013, ISBN 978-3-7607-9030-5.
- Die Stunde der Wale. 2013, ISBN 978-3-86612-348-9.
- Die Weisheit deines Herzens. 2014, ISBN 978-3-86612-367-0.
- Liebe kennt kein Grenzen. 2014, ISBN 978-3-7607-9963-6.
- Das Leuchten der Wüste. 2015, ISBN 978-3-86612-388-5.
- Der Klang der Stille: Ein Buch für Mutige. 2016, ISBN 978-3-492-31279-0.
- Das Fenster zur Sonne. 2017, ISBN 978-3-492-31107-6.
- Der kleine Fuchs und der Träumer. 2018, ISBN 978-3-86612-439-4.
- Lebe Deine Träume!: Ein Weg zu einem wahrhaft glücklichen Leben. 2018, ISBN 978-3-906872-02-5.
- Das Licht am anderen Ende des Flusses. 2018, ISBN 978-3-906872-55-1.
- Die Stimme des Meeres. 2019, ISBN 978-3-86612-390-8.
- Der Bote. 2019, ISBN 978-3-907210-03-1.
- Der träumende Delphin und die Stimme des Ozeans 2025, ISBN 978-3-492-07330-1